# 斯卡爾海崖
68°48′S 153°32′E / 68.800°S 153.533°E
斯卡爾海崖（英語：Scar Bluffs）是南極洲的海崖，位於喬治五世地，處於莫森半島以南50公里，由美國海軍拍攝照片，該海崖現時由南極條約體系管理。